# Osztrák polgárháború
Az osztrák polgárháború (vagy 1934-es februári felkelés; németül Februaraufstand 1934; Österreichischer Bürgerkrieg) több száz halálos áldozatot követelő fegyveres összecsapás-sorozat volt a nagyobb osztrák városokban, 1934 februárjában.
A harcot a Szociáldemokrata Munkáspárt (SDAP) lefegyverzéstől félő helyi szervezetei, valamint a Köztársasági Védelmi Szövetség (Republikanischer Schutzbund) kezdeményezte (utóbbit a diktatórikus Dollfuß-kormány az előző évben betiltotta). Velük állt szemben a Dollfuß kancellár vezette kormány és a neki alárendelt államhatalmi intézmények (rendőrség, csendőrség, szövetségi hadsereg), valamint a jobboldali, paramilitáris Heimwehr. A konfliktus négy nap után a szélsőjobboldali kormány győzelmével zárult.

## Előzmények
1918. november 12-én Német-Ausztria ideiglenes nemzetgyűlése megszavazta, hogy a mintegy két hete létező új állam köztársaság, és egyúttal a Német Köztársaság része. Első kancellárnak a szociáldemokrata Karl Rennert választották meg.
A lakosság nagy része, valamint a legtöbb új párt – a monarchisták és a kommunisták kivételével – Német-Ausztriát a német nemzet részének tekintette. Általánosan elfogadott volt az a nézet, hogy a magyar mezőgazdasági és a cseh ipari területektől megfosztott „csonka állam” önmagában nem lehet életképes. A Németországhoz való csatlakozást azonban az első világháborúban győztes hatalmak megtiltották. Az 1919 szeptemberében aláírt St. Germain-i békeszerződésben (amit az ausztriai németek diktátumnak tartottak) kikötötték, hogy Ausztria önálló marad. Amikor az Alkotmányozó Nemzetgyűlés 1919. október 21-én ratifikálta a békeszerződést, egyúttal átnevezték az államot Osztrák Köztársaságra. 
Az újdonsült állam gazdasága a háború utáni kétéves, inflációval járó fellendülés után szorult helyzetbe került. A hiperinflációnak csak 1924 elején sikerült véget vetni népszövetségi kölcsön segítségével. 1914-ben 10 ezer koronáért még egy egész háztömböt meg lehetett venni, 1922 decemberében viszont már csak egy kenyeret adtak érte. A schilling 1925-ös bevezetésével fellendült a gazdaság, de a konjunktúrának az 1929-es világgazdasági válság véget vetett. 1933-ban a munkaképes lakosság mintegy harmada volt munka nélkül.
A világháború utáni időszak társadalmi nyugtalanságát és a gazdasági problémákat egyre élesebb politikai polarizáció kísérte. A két nagy legnagyobb erő a Keresztényszociális Párt (Christlichsoziale Partei; amely kis többséggel ugyan, de kormányt tudott alakítani) és a különösen Bécsben erős Szociáldemokrata Munkáspárt (Sozialdemokratische Partei Österreichs) voltak. A Német Nemzeti Mozgalom (Deutschnationale Bewegung), a keresztényszociálisok koalíciós partnerei, harmadikutasként definiálták magukat; ők továbbra is törekedtek a Németországgal való egyesülésre és elsősorban vidéken (például Stájerországban vagy Salzburgban) rendelkeztek sok követővel. 
Mellettük léteztek olyan paramilitáris szervezetek is, mint a jobboldali Heimwehr (amelynek nem volt kinyilvánított pártkötődése) vagy a szociáldemokraták Köztársasági Védelmi Szövetsége (Republikanischer Schutzbund). A Heimwehr a baloldali szélsőségesektől kívánta megvédeni az államot, míg a Schutzbund a köztársaság védelmezőjének tartotta magát, de egyúttal el kellett fogadnia azt, hogy a szociáldemokrata párt prograja szerint a proletárdiktatúrára törekedett. A nemzetiszocialisták (NSDAP) félkatonai egyesületei (az SA és az SS) az 1920-as években jelentéktelenek voltak Ausztriában.
A politikai feszültség 1927-ben tovább eszkalálódott: a burgenlandi Somfalván egy Schutzbund-felvonuláson egy császárhű frontharcos veteránszövetség tagjai két embert (egyikük gyerek volt) agyonlőttek. A feltételezett elkövetőket az esküdtszék felmentette. A bíróság döntését követő napon, 1927. július 15-én a Szociáldemokrata Párt vezetősége már nem tudta kontrollálni a felháborodott tömeg tüntetéseit. Az ún. júliusi felkelés során a tüntetők megrohamozták és felgyújtották a parlament melletti Igazságügyi Palotát. Mikor már a rendőrség épületeit is támadták, Johann Schober főkapitány utasítást adott a tüntetések fegyveres elfojtására. A rendőrök a menekülőkre és a járókelőkre is lőttek. 
Az összecsapásokban 89-en haltak meg (köztük négy rendőr), 1057-en megsebesültek. Az Ernst Rüdiger Starhemberg által vezetett Heimwehr közel ezer új tagot regisztrálhatott; de egyúttal – mivel Ignaz Seipel keresztényszociális kancellár elutasított minden, a túlzott rendőri intézkedést illető kritikát – az év végéig 28 ezren léptek ki a katolikus egyházból. A politikai élet polarizációja minden addigi mértéket felülmúlt. 
Az 1930-as évek elején számos európai országban megerősödtek a fasiszta mozgalmak. Ausztriában sem történt ez másként, elsősorban a Heimwehr képviselte az olasz mintájú fasiszta eszméket. A Nyugat-Európában elszigetelt bécsi kormány Mussolinit az egyik legfontosabb támogatójának tekintette.

## A parlament felfüggesztése és a diktatúra bevezetése

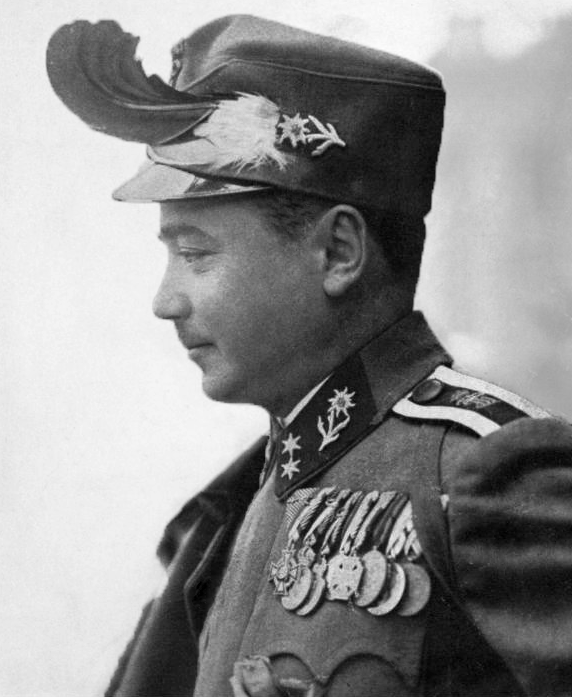
Engelbert Dollfuß (1933)

1933 márciusában Engelbert Dollfuß keresztényszociális kancellár felfüggesztette a parlament működését. Dollfuß a vasutasok béréről szóló szavazás során kialakult patthelyzetet és a parlament három elnökének taktikai lemondását használta fel arra, hogy a parlamentet cselekvésképtelennek nyilvánítsa. Sem Wilhelm Miklas köztársasági elnök, sem a kormány nem próbálta meg rendezni a válságot.
1933 márciusában az osztrák vasutasok sztrájkba léptek, mert fizetésüket három részletben akarták kifizetni. Március 4-én a parlamentben szavazást kellett volna tartani a sztrájkolókkal szembeni fellépésről. Mivel azonban az országgyűlés mindhárom elnöke lemondott, hogy frakciójával együtt szavazzon, a parlament nem volt határozatképes, mert az ülést nem lehetett a szabályoknak megfelelően folytatni és lezárni.
A kormánynak jogában állt rendkívüli rendeleteket hozni; ezt még az 1917-es hadigazdasági törvény rögzítette, amelyet a háború utáni időszakban elégtelenül igazították a köztársasági alkotmányhoz. Dollfuß ezt a törvényt használta fel arra, hogy népképviselet nélkül kormányozzon. Amikor a parlament 1933. március 15-i megpróbált újra összeülni (a nagynémet párti harmadik elnök visszavonta lemondását), azt rendőri erővel akadályozták meg.
Az alkotmánybíróságot megbénította keresztényszociális tagjainak lemondása, mert sem a szövetségi elnök, sem a szövetségi kancellár nem nevezett ki a helyükre új bírákat. Ezzel megnyílt az út egy, a fasiszta Olaszország mintájára kialakítandó, tekintélyelvű, korporatív államberendezkedés felé. 1933. május 20-án Dollfuß megalapította az állampártnak szánt „hazafias és keresztény szellemű” Hazafias Frontot.
Fegyveres összecsapások után 1933. május 26-án betiltották az Osztrák Kommunista Pártot, (Kommunistische Partei Österreichs, KPÖ) öt nappal később pedig a szociáldemokraták Köztársasági Védelmi Szövetségét is.
Az 1933. június 19-i robbantásos merényletek után betiltották a Heimwehrhez kapcsolódó Stájer Honvédelmi Szövetséget (Steirischer Heimatschutz) és az NSDAP-t, amely innentől – a Schutzbundhoz és a KPÖ-hez hasonlóan – kénytelen volt áttérni a földalatti működésre.
1933 júliusában kiadták a „Védőcsapat-rendeletet”, amely alapján a kormányt támogató ún. önkéntes védőcsapatokat (Freiwilliges Schutzkorps) hoztak létre.
Ezt követően Dollfuß, a Hazafias Front és a Heimwehr nekilátott a maradék szociáldemokrata és marxista irányultságú munkásmozgalmi szervezetek felszámolásának. 1934. január 21-én betiltották a szociáldemokrata Arbeiter-Zeitung-ot („Munkásújság”). Három nappal később parancsot adtak, hogy kutassák át a pártépületeket és a tagság lakásait fegyverek után. A szociáldemokrata vezetőség tehetetlenül tűrte mozgalmuk fokozatos ellehetetlenítését.

## A felkelés

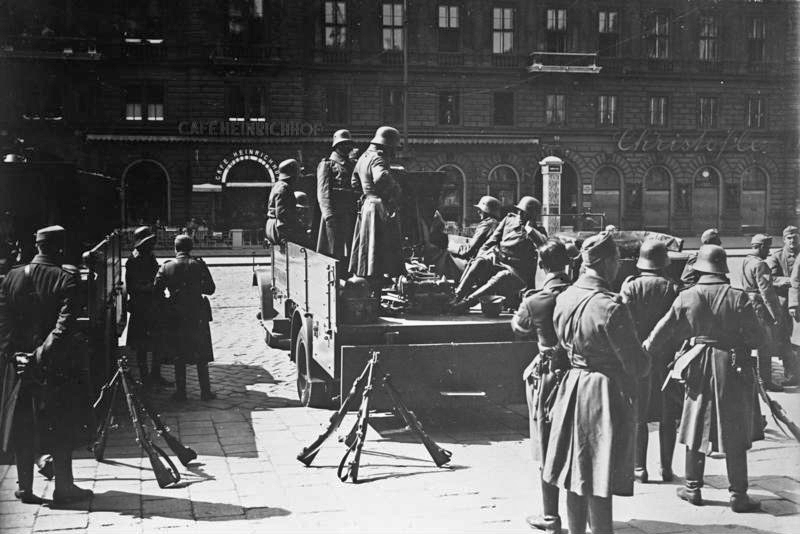
Katonák a bécsi Operaház előtt

1934. február 12-én Dollfuß utasítása alapján a rendőrség fegyverek után kutatva be akart hatolni a szociáldemokraták linzi pártházába, a Hotel Schiffbe, de a Schutzbund tagjai Richard Bernaschek helyi parancsnok vezetésével tüzet nyitottak rájuk. A pártvezetés előző éjjel táviratot küldött Bernascheknek, amelyben figyelmeztették az akcióra és arra utasították, hogy várja meg a vezetőség döntéseit (A néni állapota szinte reménytelen. A műtétet halassza el a hétfői orvosi konzultáció utánra). A táviratot azonban a hatóságok elfogták és nem jutott el a címzetthez.
A linzi ellenállás híre nagyon gyorsan elterjed és a felkelés az ország más részeire is fellángolt. Több napig heves harcok folytak, különösen Bécsben és más ipari városokban (mint Steyr, St. Pölten, Weiz, Eggenberg, Kapfenberg, Bruck an der Mur, Ebensee, Wörgl). Bécsben a felkelés központjai a munkásnegyedek és az önkormányzati épületek voltak (Karl-Marx-Hof a 19. kerületben, Goethehof Kaisermühlenben a 2. kerületben (ma 22. kerület), Sandleitenhof a 16. kerületben, Reumannhof az 5. kerületben, Schlingerhof a 21. kerületben).
Alexander Eifler vezérkari főnök már 1931 óta készített terveket a Schutzbund számára, előkészülve a grazi, a stájer iparvidéki és a bécsi harcokra. Linzre és Salzburgra is készültek harc- és riadótervek. A cél az volt, hogy előzetes támadással megakadályozzák a rendőri erők és a hadsereg együttműködését. A laktanyákat, rendőrőrsöket és őrszobákat barikádokkal akarták elszigetelni, majd elfoglalni. Megkísérelték volna a bécsi kormány és a szövetségi tartományok hatóságainak túszul ejtését és általános sztrájkkal megbénítani a kommunikációt és az ellenség utánpótlását. Kudarc esetén a nagy munkástelepeken, pártházakban és a bécsi nagy bérházakban akartak védekezni.
A kormány és a hadsereg már 1934 februárja előtt nagy vonalakban tisztában volt a terveikkel; ellenintézkedésként a hadsereg és a polgári önkéntesek mozgósítását tervezték, valamint megelőzésként a Schutzbund vezetőinek letartóztatását. Előkészültek a városi harcokra, meghatározták a fegyverhasználat feltételeit (kézifegyverektől a tüzérségig), a rendőrséget (pl. Bécsben) páncélautókkal szerelték fel.

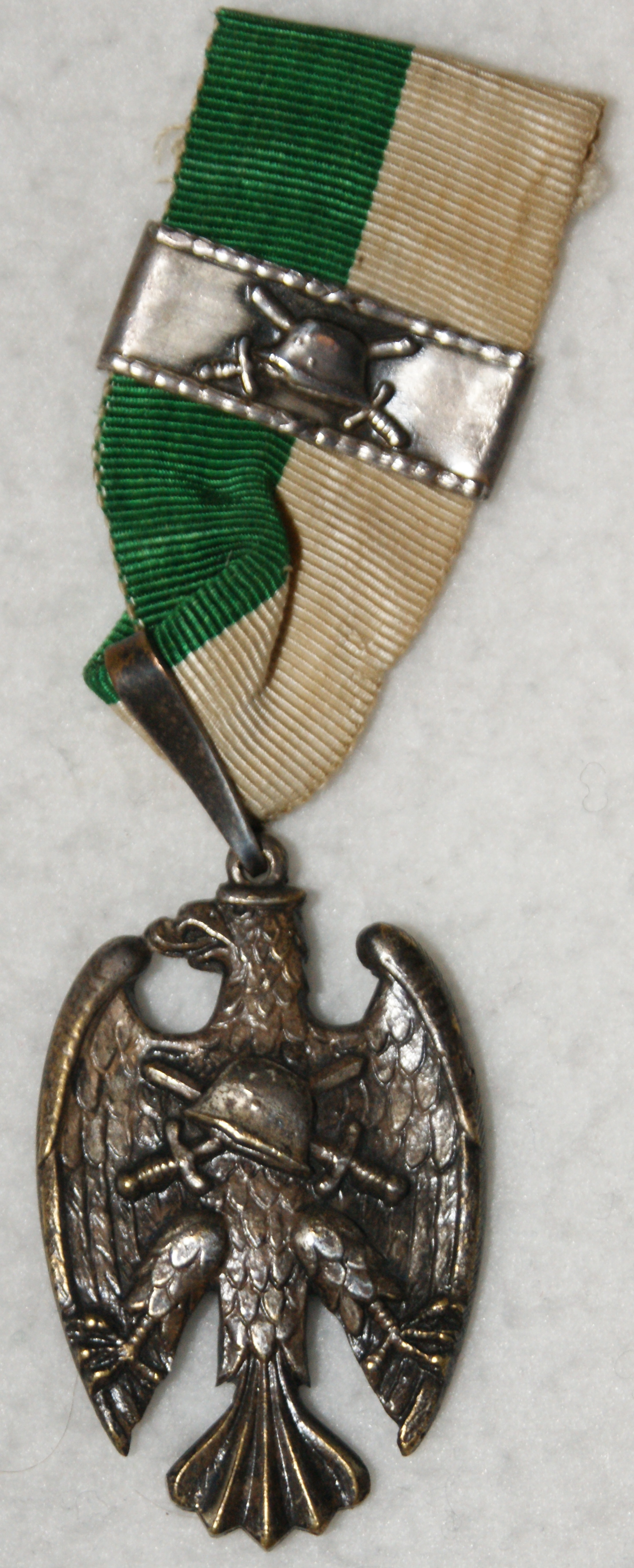
A felkelés leverésének emlékére kiadott Heimwehr-jelvény

Ennek ellenére mind a szociáldemokrata pártvezetést, mind a kormányt meglepte a harcok kitörése. A vezetőségen belüli nézeteltérések miatt a szociáldemokraták nem tudták összehangolni akcióikat. A kormány ezzel szemben minden megelőző intézkedését életbe léptette. A rendőrség igyekezett feloszlatni a Schutzbund-tagok gyűléseit, házkutatásokat tartottak, sokakat letartóztattak. Ha ellenállásba ütköztek, segítséget kértek a hadseregtől, lezárták a helyszínt, majd leverték az ellenállást. A nagyobb városokban a szomszédos kerületeket és városrészeket is lezárták. Bevezették a hadiállapotot és a kijárási tilalmat, bezárták az iskolákat. A nagyobb ellenállási gócoknál a hadsereg nehézfegyvereket, tüzérséget is bevetett.
Eközben az ország jelentős részén (Alsó-Ausztria, Karintia, Salzburg, Tirol, Vorarlberg és Burgenland) teljes nyugalom uralkodott; Karintia és Vorarlberg vezető szociáldemokratái kezdettől fogva elhatárolódtak a felkeléstől; Klagenfurt polgármestere és Karintia kormányzóhelyettese kijelentette kilépését a Szociáldemokrata Pártból. A korabeli napilapokban csak kisebb tudósítások jelentek meg a lázadásról. Stefan Zweig, a szociáldemokrata irányultságú kortárs író így emlékezett: Aki hiteles és őszinte képet akar adni egy korról, annak szembe kell szállnia bizonyos romantikus elképzelésekkel… Bármilyen különös legyen is, én ezekben a történelmi napokban, 1934 február elején ott voltam Bécsben, de a döntő eseményekből semmit sem láttam, és sejtelmem sem volt róla, mi történik. Ágyúztak, házakat vettek be, holttestek százait szállították el, de én egyet sem láttam belőlük. … A belvárosban továbbra is ugyanolyan nyugalmas volt az élet, mint máskülönben, ám a külterületeken tombolt a küzdelem, és mi balgán elhittük a hivatalos közleményt, mely szerint a dolgok kifogástalanul rendeződtek.
A rendőrség, a hadsereg és az őket támogató Heimwehr végül mindenütt viszonylag könnyen legyőzték a rosszul szervezett, kétségbeesetten harcoló Schutzbund-osztagokat. Helyzetüket megkönnyítette, hogy a munkásság nem követte az általános sztrájkra való felhívást; a fegyveres erők tagjai sem voltak szolidárisak a felkelőkkel, a hadsereg, a rendőrség és a csendőrség hű maradt a diktatórikus államhoz. Az államhatalom fegyverekkel – főleg tüzérséggel – is sokkal jobban volt ellátva.
A Dollfuß-kormány 1934. március 1-jén közzétett adatai szerint a felkelők közül 170 férfi, 21 nő és két gyermek esett el, valamint 493-an megsebesültek; a kormányoldal 104 halottat és 309 sebesültet vesztett. A szociáldemokraták és a kommunisták kétségbe vonták a számaikat. George Eric Rowe Gedye brit újságíró 1500-2000 halottra és 5000 sebesültre becsülte az áldozatok számát. A történészek becslései az hivatalos adatokhoz állnak közelebb: Gerhard Botz 196-270 halálos áldozatot számlált össze a polgári lakosság esetében és 124-et a kormányzati oldalon. Kurt Bauer történész szerint a februári áldozatok adatbázisa alapján a felkelés összesen 357 emberéletet követelt.
Február 14-én az utolsó felkelők a bécsi Floridsdorfban letették a fegyvert.

## Következmények

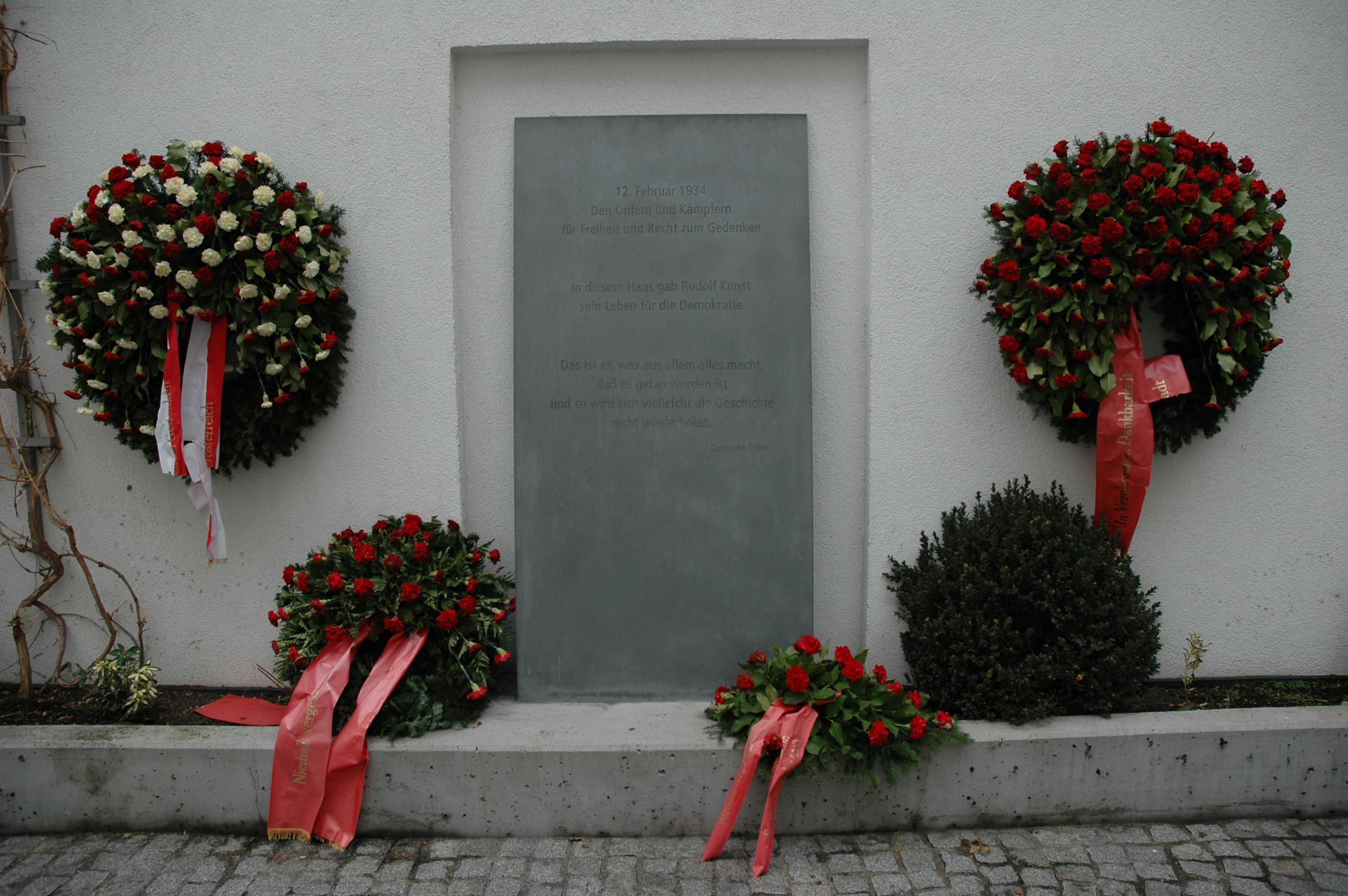
Emléktábla a felkelés kiindulópontján, a linzi Hotel Schiff udvarán

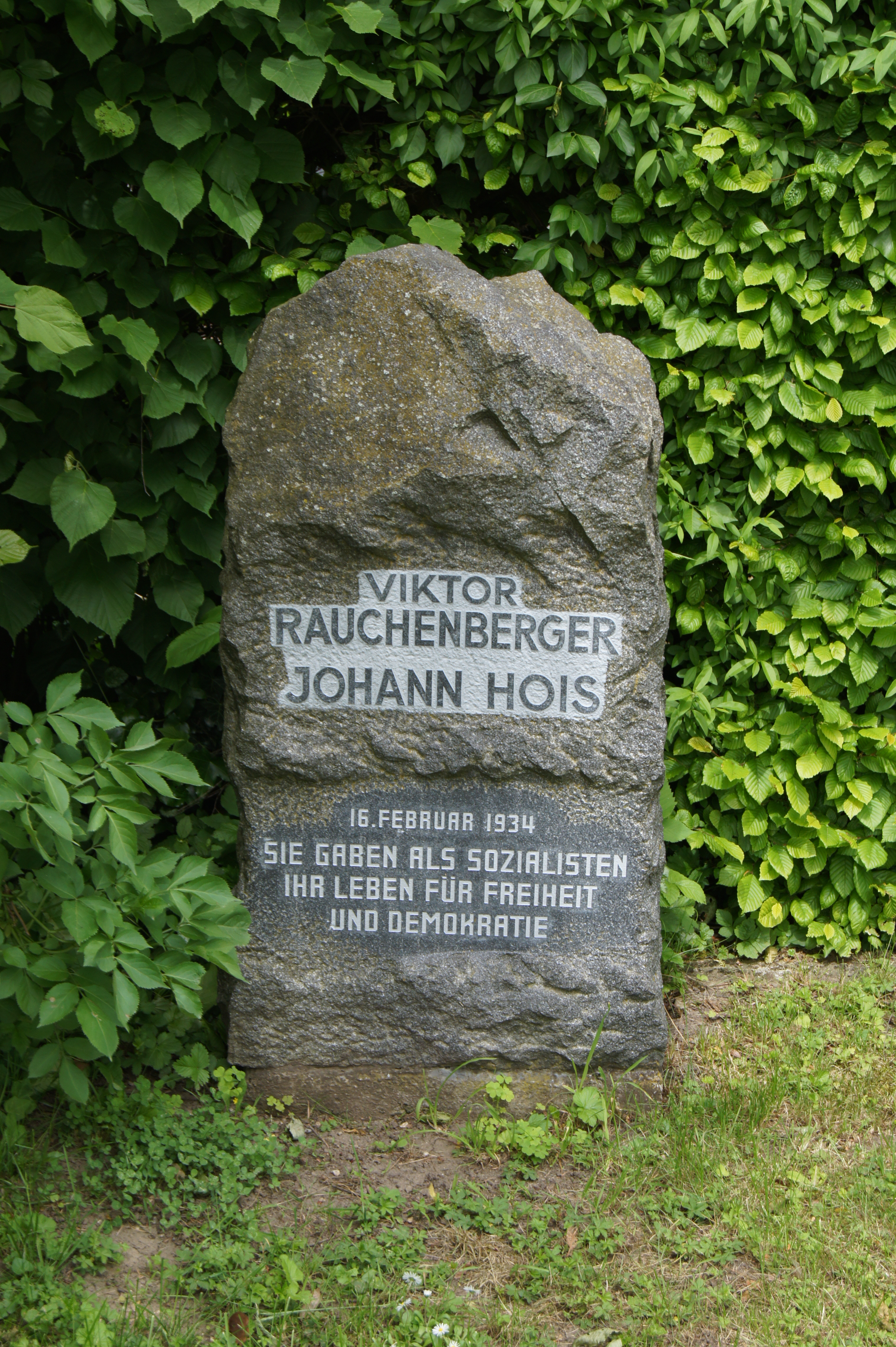
A kivégzett Viktor Rauchenberger és Johann Hois sírköve a St. Pölten-i temetőben

Már hónapokkal korábban, 1933. november 11-én a kormány az egész országra vonatkozóan bevezette a szükségállapotot és bizonyos bűncselekmények esetében (gyilkosság, gyújtogatás, szabotázs) ismét engedélyezték a halálbüntetést. A vádlottak sorsáról négy bíróból álló statáriális bíróságok rövidített eljárással, három napon belül határoztak. 1934 februárját megelőzően a statáriális bíróságok két ügyben hoztak halálos ítéletet, az egyiket végre is hajtották. 1934. február 12-én ezen bíróságok hatáskörét kiterjesztették a "lázadás" bűntettére is, így a Schutzbund-tagokat halálra is ítélhették.
A letartóztatott schutzbundistákat elfogult, politikailag motivált eljárás során ítélték el, sokszor erőszakkal kikényszerített tanúvallomások alapján. 24 személyt ítéltek halálra. Közülük 15 később kegyelmet kapott, de kilencet felakasztottak.
Az ítéletek végrehajtását a kormányoldalon belül is kritizálták. Starhemberg, a Heimwehr vezetője értelmetlennek tartotta és szégyenletes bosszút látott benne; ezzel szemben társa, Emil Fey ragaszkodott hozzá. Theodor Innitzer bíboros és a Szentszék kegyelmi kérvényeit nem vették figyelembe. Korábban, 1933 őszén az alsó-ausztriai Wöllersdorfban felállították a Dollfuß-rendszer ellenfeleinek fogolytáborát. Ide eleinte főleg kommunistákat és nemzetiszocialistákat internáltak, 1934 februárja után pedig szociáldemokratákat is.
A szociáldemokrata párt vezetői (többek között Otto Bauer és Julius Deutsch) Csehszlovákiába menekültek. A Szociáldemokrata Pártot és minden szociáldemokrata szak- és munkásszervezetet betiltották. Ezáltal az ellenzéket effektíve felszámolták és megnyílt az út a fasiszta jellegű korporatív állam létrehozásához. 1934. május 1-jén kihirdették az új alkotmányt. 
A Csehszlovákiába menekült osztrák szociáldemokraták (köztük Bruno Kreisky, a későbbi kancellár) megalapították az Osztrák Forradalmi Szocialisták szervezetét (Revolutionäre Sozialisten Österreichs, RSÖ). A betiltott Arbeiter-Zeitung-ot és röplapjaikat Prágában nyomtatták ki, majd Ausztriába csempészték. A kommunista párt a Vörös Segély kereteiben támogatási kampányt szervezett az elesettek és kivégzettek családjai számára; 1934 júliusáig összesen 800 ezer schillinget gyűjtöttek össze Ausztriában és külföldön. A Szovjetunióban sok munkás egyórai bérét ajánlotta fel az osztrák áldozatok javára.
Néhány hónappal a februári felkelés után, 1934. július 25-én a nemzetiszocialisták megpróbálták erőszakkal átvenni a hatalmat. Az ún. júliusi puccs sikertelen volt, mert a fegyveres testületek hűek maradtak a kormányhoz, de a náciknak sikerült behatolniuk a szövetségi kancelláriába, ahol Dollfußt meggyilkolták.
A februári felkelés leverése után, az új alkotmány bevezetésével Ausztria Európa diktatórikus, tekintélyelvű államai közé lépett, külpolitikailag elszigetelődött a demokráciáktól. Hitler Németországának terjeszkedési törekvéseivel szemben Olaszország maradt a legfontosabb szövetségese, amely azonban belebonyolódott az abesszíniai háborúba, nagy szüksége volt a németek jóindulatára és egyre kevésbé vette figyelembe az osztrák érdekeket.
A rendszer belpolitikailag is egyre inkább elszigetelte magát, mivel a szociáldemokraták – főleg a végrehajtott halálos ítéletek miatt – elfordultak az államtól és nyílt ellenállásra szólítottak fel (pl. röplapok terjesztésével) vagy belső emigrációba vonultak. A szociáldemokratákat és a nemzetiszocialistákat (akik közös ellenségre találtak az ausztrofasiszta rezsimben) együtt tartották fogva a rendszer börtöneiben. Ez a második világháború után enyhítette a volt nemzetiszocialisták politikai megítélését. Mint az 1938-as Anschluss során kiderült, az osztrákok ellenállása a nácizmussal szemben sokat enyhült; utólagos becslések szerint az ausztrofasiszta rendszer csak a polgárok mintegy harmadának támogatását élvezhette.

## Fordítás
- Ez a szócikk részben vagy egészben  a   Februarkämpfe 1934 című német Wikipédia-szócikk ezen változatának fordításán alapul.  Az eredeti cikk szerkesztőit annak laptörténete sorolja fel. Ez a jelzés csupán a megfogalmazás eredetét és a szerzői jogokat jelzi, nem szolgál a cikkben szereplő információk forrásmegjelöléseként.